# Diastylis inornata
Diastylis inornata är en kräftdjursart som beskrevs av Hale 1937. Diastylis inornata ingår i släktet Diastylis och familjen Diastylidae.
Artens utbredningsområde är Kerguelen. Inga underarter finns listade i Catalogue of Life.